# José Olaguer-Feliú y Ramírez

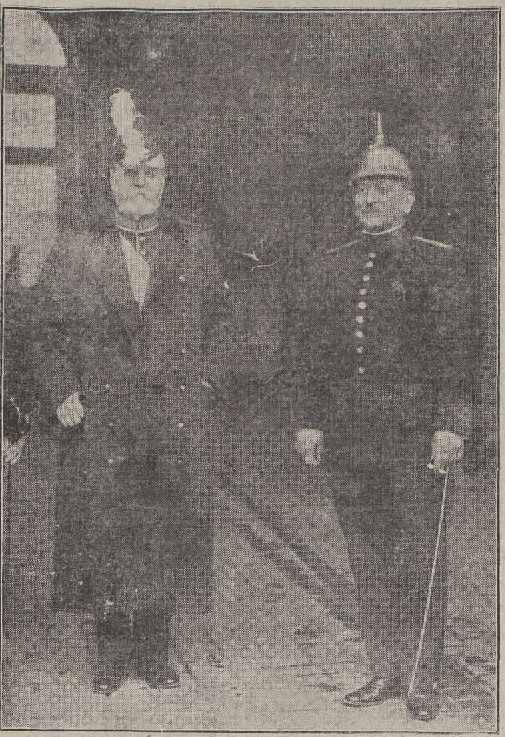
Sánchez Guerra (esq.) junt al Gral. José Olaguer Feliú (dr.) en assumir com a Ministre de Guerra en març de 1922

José Olaguer-Feliú y Ramírez (castellà: José Olaguer Feliú)  (Nueva Cáceres, 25 d'octubre de 1857 - Madrid, 21 de novembre de 1929) va ser tinent General, ministre de Guerra i polític espanyol.

## Biografia
Parent del general Manuel Olaguer Feliú. Va néixer en Manila, però tots dos pares eren d'origen català. En 1876 va ingressar en l'Acadèmia d'Estat Major. En 1882 va ser promogut a tinent del cos i va servir en diverses destinacions en la península. Cap al 1890 va marxar a les Filipines amb el grau de comandant. Va ser director de l'Escola d'Arts i Oficis de Manila.

### Guerra hispano-estatunidenca
Va prendre part activa en nombroses operacions militars en la Campanya de les Filipines, va participar del combat de Caracong de Sile, i va aconseguir la victòria en manar una columna de 600 homes, fet d'armes que va tenir lloc a l'illa de Luzón l'1 de gener de 1897 i pel qual fou ascendit a Tinent Coronel i se li va atorgar la prestigiosa Creu Llorejada de Sant Ferran. Va ser Cap d'Estat Major de la Comandància de Luzón i un any després va ser ascendit al grau de coronel com a recompensa per la seva actuació en les operacions de la província de Zambales.
Declarada la guerra amb els Estats Units, va romandre a Manila on va prestar inestimables serveis durant el lloc i bloqueig de la plaça. Com a Segon Cap d'Estat Major de la Capitania General de Manila, va ser un dels caps militars que va intervenir en la capitulació d'aquesta ciutat.

### Retorn a la Península
En 1898 va tornar a la península amb el grau de Coronel i en 1902 fou designat Cap d'Estat Major de la Capitania General de Galícia. L'any 1910 va ser ascendit a general de brigada i va ser nomenat Cap d'Estat Major de la Segona Regió, càrrec que va exercir fins a 1915, en el qual va ascendir a General de Divisió conferint-se-li el comandament de la Segona Divisió. En 1912 va obtenir la Gran Creu del Mèrit Militar i en 1916 la Gran Creu de la Reial i Militar Orde de Sant Hermenegild.
En 1917 fou designat Governador militar de Cadis. Estant aquest mateix any al comandament de la Novena Divisió. En 1918 va ser rebut com a membre acadèmic de la Reial Acadèmia Hispano-Americana de Cadis.
En 1921 va ascendir al grau de Tinent General passant a exercir el càrrec de Capità General de Catalunya fins a 1922 on va ser reemplaçat pel Tinent General Primo de Rivera, Marquès d'Estella. Al març de 1922 és nomenat Ministre de Guerra per José Sánchez Guerra, President del Consell. Va ocupar la cartera en una època difícil i tèrbola tant en l'ordre militar com a polític: d'una banda la Guerra del Rif aguditzada pels titubejos del poder públic, després dels successos del desastre d'Annual, de juliol de 1921 i per un altre l'actuació de les juntes de defenses militars i en plena agitació de Premsa i parlamentària, el procés de responsabilitats derivats de l'expedient Picasso, presentant a les Corts l'esmentat informe. Va renunciar al juliol de 1922. Després va ser designat Capità General de la Cinquena Regió d'Aragó.
D'agost de 1923 a 1927 fou nomenat Director General de Carabiners d'Espanya i en 1924 va ser condecorat amb la Gran Creu de Crist pel govern de Portugal. El 14 de desembre de 1925 va ser designat vocal de la Junta Classificadora d'Ascensos de generals, coronels i assimilats de l'Exèrcit. En 1927 fou nomenat membre de l'Assemblea Nacional Consultiva com a Representant de l'Estat i com a Representant d'Activitats de la Vida Nacional. Va morir el 21 de novembre de 1929 a Madrid.